# La France libre (1884)
Pour les articles homonymes, voir France libre (homonymie).
La France libre est un quotidien politique français de gauche diffusé de 1884 à 1886.

## Histoire

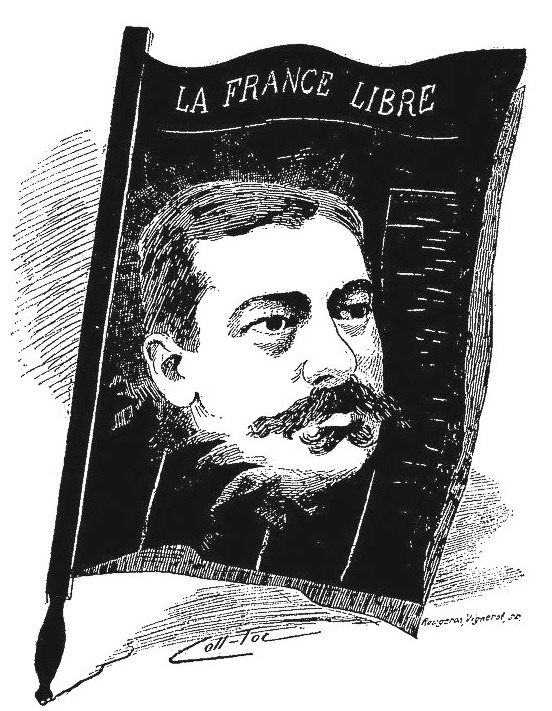
Caricature d'Adolphe Maujan par Coll-Toc (1885).

Après une première tentative avortée sous la direction de Jean-Marguerite-Paul - dit « Camille » - Farcy (1840-1884) en 1883, La France libre voit le jour en juin 1884, quand plusieurs journalistes quittent le quotidien La France, fondé par Émile de Girardin et repris depuis 1881 par l'homme d'affaires Charles Lalou. Ce dernier est alors accusé par une partie de la presse radicale d'avoir cédé à des pressions judiciaires et d'avoir voulu donner des gages au gouvernement opportuniste en interrompant une virulente campagne menée par Judet contre la politique menée en Corse (affaire Saint-Elme). Ce revirement politique brutal provoque la démission de Judet et de plusieurs autres rédacteurs de La France, tels que Félix Granet, Charles-Marie Limousin et Raphaël Paré.
Ces deux derniers s'associent à Farcy et à l'ex-capitaine Adolphe Maujan pour fonder un nouveau journal du soir reprenant le titre de la feuille de Lalou, auquel Farcy a ajouté l'épithète « libre ». Ses bureaux sont installés au no 12 de la rue du Croissant.
Directeur politique et rédacteur en chef de La France libre, Maujan est un ancien officier reconverti dans la politique radicale. Il est fermement opposé aux opportunistes (le général Campenon, ministre de Jules Ferry, étant responsable de sa récente démission de l'armée).
Le nouveau journal, qui a pour devise « Tout par le peuple et pour le peuple », expose son programme dans son premier numéro, daté du 20 juin : vouée à « la défense de la République libérale et démocratique », l'équipe de La France libre s'y déclare insensible au « marchandage des fonds secrets » et aux « trafics menaçants du pouvoir », faisant ainsi allusion au revirement de Lalou. La détermination des rédacteurs du nouveau quotidien est saluée par leurs confrères de La Justice, de La Lanterne et du Radical, dont ils partagent la ligne radicale-socialiste.
Des changements ont lieu dans la rédaction au cours de l'année, avec la mort de Farcy en août puis le départ de Paré et Limousin, compensé par l'arrivée de Maurice Talmeyr, Gaston Labat et Populus à partir du mois de novembre.
Lors des élections législatives de 1885, La France libre ne parvient pas à s'entendre avec les autres journaux radicaux, tels que La Justice de Clemenceau et Le Radical de Maret, qui forment une « Union de la presse radicale socialiste » (UP) avec Le Rappel, Le Petit Parisien, La Nation de Camille Dreyfus et quatre autres confrères. La France libre sert donc d'organe à un « Comité central des groupes républicains radicaux socialistes de la Seine » (CC), dit « comité Maujan ». Le CC, dont la liste a rencontré beaucoup moins de succès au premier tour que celle de l'UP, se rallie ensuite à cette dernière et à d'autres comités républicains pour former l'« Union des comités et des journaux républicains », dont la liste est élue en bloc au second tour. Lors des élections complémentaires du 13 décembre, seul Maillard est élu député avec l'appui conjoint du comité Maujan et de l'UP, cette dernière ayant également patronné les cinq autres élus. Les autres candidats du CC les moins mal placés, Gambon et Maujan, ne sont arrivés qu'en 32e et 33e positions au premier tour.
La France libre cesse de paraître au début du mois de novembre 1886. En 1889, quelques journaux évoquent une réapparition de La France libre sous la direction de Maujan et de Labat en vue des élections législatives, mais cette relance n'a finalement pas lieu.

## Collaborateurs
- Gustave Bichon[14]
- Gaston Cougny[15]
- Camille Farcy[5]
- Gaston Labat[8]
- Léopold Lacour[16]
- Paul Leconte[17]
- Anatole Le Grandais[18]
- Charles-Marie Limousin[5]
- Émile Max[19]
- Raphaël Paré[5]
- Jean-Bernard Passerieu[20]
- Populus[8]
- Jean Sincère[21]
- Albert Somercour (Albert Dayrolles)[22]
- Maurice Talmeyr[8]
- André Vervoort[23]